# Giacinto Fedele Avet
Giacinto Fedele Avet, noto anche come Hyacinthe Fidèle Avet, (Moûtiers, 24 aprile 1788 – Torino, 3 settembre 1855), è stato un magistrato e politico italiano.

## Biografia

### Famiglia
Avet è nato il 24 aprile 1788 Moûtiers, nel ducato di Savoia.
Era figlio di Laurent Avet († 1828), appartenente a una famiglia borghese della provincia di Tarantasia. Il padre è sotto-prefetto durante l'occupazione francese del ducato di Savoia e in seguito intendente della provincia dell'Alta Savoia con la restaurazione del Ducato.
Si sposa con Suzanne Colson. La coppia ha quattro figli: Augusto, Enrico, Laure et Louise-Hyacinthe Augusto Avet (....-1876) fu primo procuratore generale di Torino, procuratore generale di Bologna, poi di Firenze e infine di Genova.

### Carriera
Dopo gli studi al liceo di Grenoble, dove conosce il futuro ingegnere e politico Charles-Marie-Joseph Despine, Avet frequenta la scuola di diritto di Grenoble. Diventa un esperto di diritto. Nel 1814 entra nella magistratura savoiarda.
Nel 1814 entrò a far parte della magistratura savoiarda. È successivamente sostituto avvocato dei poveri nel 1814, poi sostituto avvocato generale delle imposte nel 1816 ed entra nella massima magistratura del ducato entrando al Senato di Savoia il 19 novembre 1819.
Nel 1823 è presentato al principe di Carignano, Carlo Alberto, in visita al ducato
Lo stesso anno diventa membro corrispondente, poi titolare l'anno successivo, il 4 giugno 1824 dell'Académie des sciences, belles-lettres et arts de Savoie
Il principe Carlo Alberto, quando sale al trono nel 1831, lo nomina alla Commissione della Legislazione e anche, nella commissione per la redazione del Codice civile del Regno di Sardegna. Poi si unisca alla sezione di grazia, giustizia e culto.
Nel 1833 è nominato presidente della Commissione per la legislazione mineraria.
Il re, il 21 novembre 1840, con lettera patente, conferisce a lui e ai suoi eredi il titolo nobiliare di conte.
Nel 1843 è nominato Consigliere di Stato per gli affari ecclesiastici, di grazia e giustizia.
Sempre nel 1843 diventa primo segretario di Stato per gli affari ecclesiastici, di grazia e giustizia.
Conobbe e seguì la carriera del conte Giuseppe Barbaroux (1722-1843), ministro e poi guardasigilli italiano. Dal 1847 lavorò ad un Codice di Procedura Penale.
Nel 1848 partecipa alla redazione dello Statuto albertino.
Nel 1848, il Gabinetto di cui fa parte si dimette e lui va in pensione con il titolo di ministro di Stato con riserva di richiamo in servizio.
Avet muore il 3 settembre 1855 a Torino.

## Armoriale
Lo stemma della famiglia Avet è blasonata come segue: "D'argento, una fascia di rosso caricata di 3 api d'oro; una punta d'azzurro caricata di 3 stelle d'argento disposte a fascia.

Motto: "Contro la legge, nessuna legge".